# Французский ранцевый огнемёт 3 bis
Ранцевый огнемет №3 bis — французский ранцевый огнемёт, разработанный и принятый на вооружение в 1912 году. Францией было создано несколько моделей переносимых ранцевых огнемётов ( №1 bis, №2 bis и №3 bis), из которых последний оказался наиболее удачным.

## Конструкция и принцип действия
Огнемёт состоял из резервуара с горючей жидкостью, баллона с сжатым воздухом, брандспойта и приспособления для переноски, состоящего из двух плечевых ремней и мягкой подкладки для удобства ношения за спиной.
К резервуару с горючей жидкостью, рабочим объёмом в 15 литров, присоединялся тонкой металлической трубкой баллон с воздухом ёмкостью 1,5 литра. Воздух был сжат под давлением 60 Ат. Горючая смесь выбрасывалась через брандспойт. На брандспойте крепился автоматический кран, который позволял метать струю отдельными выстрелами. На наконечнике брандспойта крепился тёрочный воспламенитель. Этот огнемёт мог дать около 28-29 выстрелов. Вес снаряженного огнемёта — 30 кг. Дальность огнеметания струи — 25-30 м. Продолжительность огнеметания — от 8-10 до 25-30 сек.

## Применение
Огнемет №3 bis применялся французской армией во время Первой мировой войны на Западном фронте. Так же он поставлялся союзникам Франции по Антанте. В качестве трофея он применялся и немцами, даже находился на вооружении Вермахта в начальном периоде Второй мировой войны.